# 水文地形学
水文地形学（すいもんちけいがく、英語: hydrogeomorphology）とは、 水循環と地形変化の相互作用の解明を行う学問である。
水文地形学は、エイドリアン・シャイデッガーにより初めて定義されたとされる。ここでは、水の作用に起因する地形変化の原理の解明を行う学問として定義されたが、あまり支持が得られなかった。その後、水文地形学は水文学と地形学の境界領域として議論されるようになってきた。奥西 (1991)では、水文地形学の中心的な課題は、水循環プロセスと地形変化プロセスの相互関係の解明としている。